# Université de Halabja
L'Université de Halabja, ou UOH (en sorani : زانكۆى هه‌ڵه‌بجه‌, Zankoy Helebce; en kurmandji : Zanîngeha (ou Zankoya) Helebceyê) est l'une des universités publiques du Kurdistan irakien fondée en 2011 dans la ville de Halabja,,. 
L'université offre une variété des programmes tels que les sciences humaines, le droit, l'éducation physique. Programmes durent quatre ans et les étudiants reçoivent un diplôme BA dans leurs champs correspondants à la fin de la quatrième année. Il dispose de deux campus, le campus principal est situé à Halabja et le secondaire est dans le district de Sharazor.